# La nebbia (serie televisiva)
La nebbia (The Mist) è una serie televisiva statunitense di genere horror fantascientifico creata da Christian Torpe e trasmessa dal 22 giugno 2017 dall'emittente televisiva Spike.
Basata sull'omonimo romanzo scritto da Stephen King, narra le vicende dei cittadini di Bridgeville, nel Maine, rimasti intrappolati nella loro cittadina per via di una fitta nebbia che sembra uccidere, in maniera inspiegabile, chiunque l'attraversi.
Al termine della prima ed unica stagione la storia rimane priva di un finale.

## Trama
Una misteriosa e fitta nebbia avvolge una cittadina degli Stati Uniti. Presto tutti si accorgeranno che qualcosa di malvagio si nasconde dentro la nebbia, qualcosa che uccide i cittadini, o chiunque tenti d'oltrepassarla, in modo inspiegabile. I sopravvissuti si nascondono in alcuni edifici della cittadina, dove emergono divergenze personali che rendono difficile la convivenza, mentre il male si trova a pochi passi da loro.

## Personaggi e interpreti

### Principali
- Kevin Copeland, interpretato da Morgan Spector, doppiato da Gianfranco Miranda.
- Eve Copeland, interpretata da Alyssa Sutherland, doppiata da Federica De Bortoli
- Natalie Raven, interpretata da Frances Conroy, doppiata da  Graziella Polesinanti.
- Padre Romanov, interpretato da Dan Butler, doppiato da Gianni Giuliano.
- Alex Copeland, interpretata da Gus Birney, doppiata da Giulia Franceschetti.
- Mia Lambert, interpretata da Danica Curcic, doppiata da Gaia Bolognesi.
- Bryan Hunt / Jonah Dixon, interpretato da Okezie Morro, doppiato da Daniele Raffaeli.
- Jay Heisel, interpretato da Luke Cosgrove, doppiato da Alex Polidori.
- Connor Heisel, interpretato da Darren Pettie, doppiato da Fabrizio Russotto.
- Adrian Garf, interpretato da Russell Posner, doppiato da Riccardo Suarez.

### Ricorrenti
- Gus Redman, interpretato da Isiah Whitlock, Jr., doppiato da Stefano Mondini.
- Kim Lucero, interpretata da Irene Bedard.
- Tyler Denton, interpretato da Christopher Gray.
- Kyle, interpretato da Romaine Waite.
- Raj Al-Fayed, interpretato da Nabeel El Khafif.
- Wes Foster, interpretato da Greg Hovanessian, doppiato da Davide Capone.
- Vic, interpretato da Erik Knudsen.
- Shelley DeWitt, interpretato da Alexandra Ordolis.
- Susan Parker, interpretata da Andrea Lee Norwood.

## Episodi
| Stagione       | Episodi | Prima TV USA | Prima TV Italia |
| -------------- | ------- | ------------ | --------------- |
| Prima stagione | 10      | 2017         | 2017            |

## Produzione
Dopo l'uscita del film The Mist del 2007 diretto da Frank Darabont, i due produttori esecutivi Bob Weinstein e Harvey Weinstein annunciano di voler riportare sullo schermo la novella di Stephen King in una miniserie televisiva. Nel novembre 2013, Bob Weinstein annuncia di voler avviare la produzione di una serie televisiva di 10 episodi. Non era chiaro però se il regista Darabont sarebbe tornato a dirigere il progetto e la produzione venne lasciata in sospeso per parecchio tempo.
Nel settembre 2015, circa due anni dopo che il progetto era stato avviato, Dimension Television annuncia che il regista della serie sarà Christian Torpe e che lui stesso scriverà i 10 episodi previsti. Nel febbraio 2016, Spike ordina l'episodio pilota e, dopo averlo visionato, decide di dare il via libera a una prima stagione. Nel luglio 2016 iniziano le riprese ad Halifax, in Nuova Scozia.
Terminata la messa in onda della prima stagione, il 28 settembre 2017 il network Spike ha annunciato la cancellazione della serie.

### Spese di produzione
I dieci episodi della prima stagione sono costati circa 23 milioni di dollari. Nel luglio 2016, il governo della Nuova Scozia annuncia di contribuire al budget delle spese per la realizzazione, versando un compenso di circa 5,9 milioni di dollari.

### Casting
Nel luglio 2016, Dimension Television annunciò che Morgan Spector avrebbe interpretato il protagonista Kevin Copeland. Altri membri del cast, annunciati sempre nello stesso mese, sono Frances Conroy, Alyssa Sutherland, Gus Birney, Dan Butler, Luke Cosgrove, Danica Curcic, Okezie Morro, Darren Pettie, Russell Posner e Isiah Whitlock, Jr.